# Abena Busia
Abena Pokua Adompim Busia (nacida en 1953) es una escritora, poeta, feminista, profesora y diplomática de Ghana. Es hija del ex primer ministro de Ghana, Kofi Abrefa Busia, y es hermana de la actriz Akosua Busia. Abena Busia es profesora asociada de literatura en inglés y de estudios de género y mujeres en la Universidad de Rutgers. Actualmente es la embajadora de Ghana en Brasil, nombrada en 2017.